# Włodzimierz Bartoszewicz

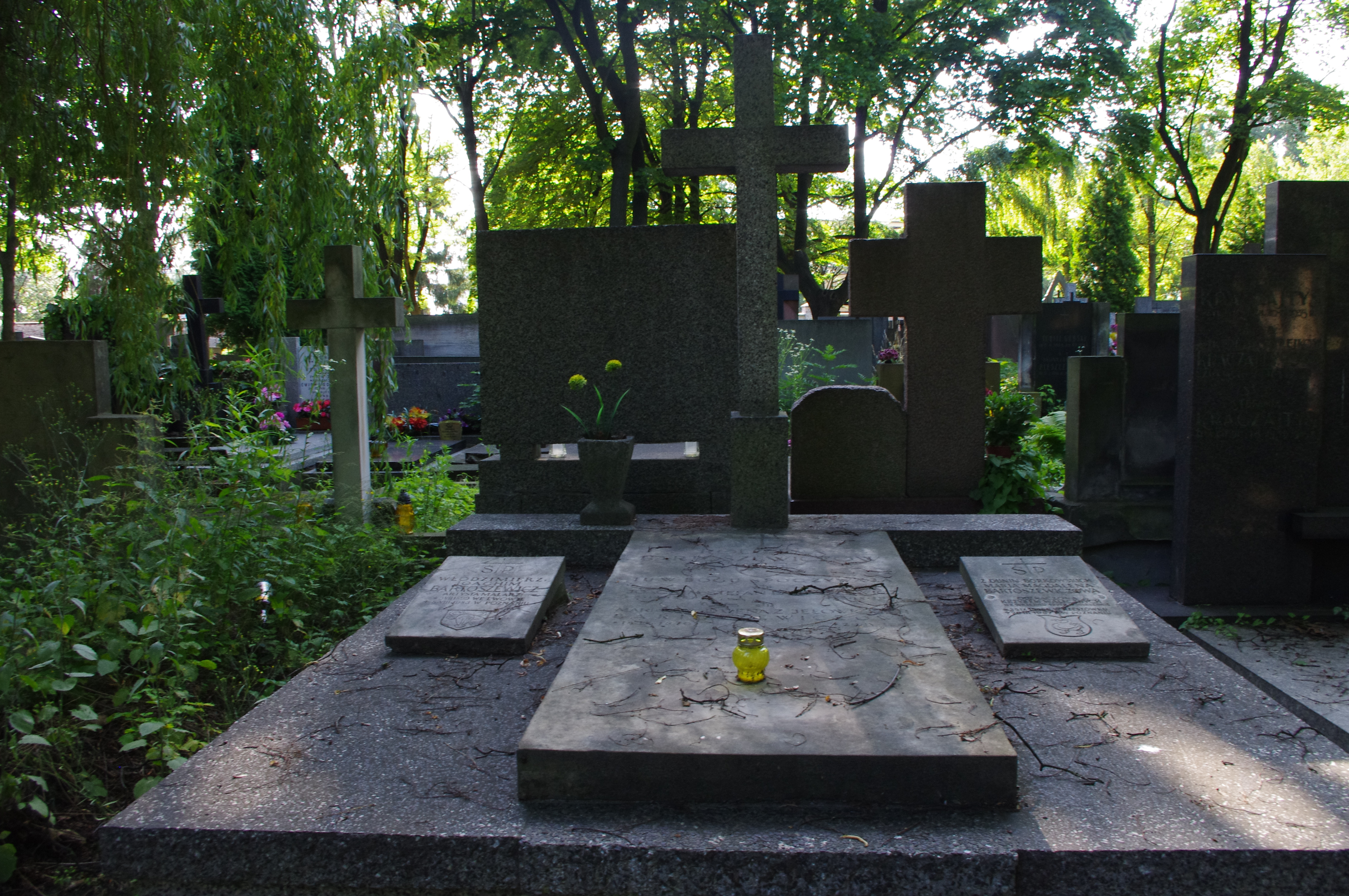
Grób malarza Włodzimierza Bartoszewicza na Starych Powązkach w Warszawie

Włodzimierz Joachim Bartoszewicz (ur. 3 lipca 1899 we Lwowie, zm. 8 sierpnia 1983 w Poznaniu) – polski malarz, grafik i ilustrator.

## Życiorys
Był synem Joachima – jednego z liderów obozu narodowego. Jego postać oraz losy swoje i rodziny na tle „sprawy polskiej” opisał we wspomnieniach Mój ojciec i jego czasy – Wspomnienia z lat 1867–1920. Jego matką była Maria Magdalena z Jełowickich.
Uczęszczał do w gimnazjum w Kijowie, zdając maturę w 1917. Następnie studiował prawo na Uniwersytecie Poznańskim, a w 1923 uzyskał stopień magistra ekonomii. W tym samym roku wstąpił do Szkoły Sztuk Pięknych w Warszawie, gdzie studiował pod kierunkiem prof. Janusza Kotarbińskiego, Władysława Skoczylasa, Wojciecha Jastrzębowskiego, Edmunda Bartłomiejczyka i Tadeusza Pruszkowskiego. Uczestniczył w uczelnianych plenerach w Kazimierzu Dolnym, które opisał w książce Buda na Powiślu.
Od 1929 był prezesem grupy malarskiej „Szkoła Warszawska” oraz stowarzyszenia „Ars Christiana”. W 1930 ukończył studia i brał udział w pierwszej wystawie „Szkoły Warszawskiej” w Genewie. Ponadto wspólnie z Wacławem Palessą – kolegą ze „Szkoły” – namalował w zamojskim Kościele św. Katarzyny obraz w prezbiterium, za który obaj artyści otrzymali 1200 zł. W następnym roku był jednym z organizatorów i kierownikiem artystycznym wystawy grup „Bractwo św. Łukasza” i „Szkoła Warszawska”. Od tego czasu wystawiał prace zarówno w kraju jak i za granicą (Bukareszt, Berlin, Londyn, Nowy Jork, Chicago). W 1936 w Warszawie w „Zachęcie” i Brukseli w Palais des Beaux Arts odbyły się wystawy indywidualne jego prac.
Okres okupacji niemieckiej i pierwsze lata po wyzwoleniu spędził w Kielcach, gdzie w Urzędzie Wojewódzkim był kierownikiem Wydziału Kultury i Sztuki. W 1948 przeniósł się do Poznania i tam poświęcił się pracy artystycznej. Zajmował się malarstwem sztalugowym, ściennym (polichromie kościołów w Wielkopolsce i na Starym Rynku w Poznaniu), rysunkiem i ilustracjami książkowymi.
Uprawiał rysunek. Tworzył karykatury, ale także portrety. W jego twórczości pojawiła się również tematyka religijna i historyczna. Malował również pejzaże i martwą naturę. W jego przedwojennych karykaturach obecne były wątki antysemickie. Niektóre z takich rysunków pokazano na przełomie 2013 i 2014 w Żydowskim Instytucie Historycznym w Warszawie. Jego prace znajdują się w zbiorach Muzeów Narodowych w Kielcach, Poznaniu, Warszawie,  Muzeum Nadwiślańskim w Kazimierzu Dolnym i Muzeum Warszawy.
Po śmierci został pochowany na cmentarzu Powązkowskim w Warszawie (kwatera 284a-1-26/27).

### Małżeństwo
W 1935 poślubił Marię Magdalenę Dunin–Borkowską.

## Wybrana twórczość

### Malarstwo
- Dziewczyna z maską, ok. 1930
- Portret Heleny Okołowicz, ok. 1930
- Portret kobiety w perłach na szyi, 1930
- Portret, 1930
- Pod krzyżem, 1931
- Chrystus
- Zagroda przy wzgórzu, 1932
- Ślizgawka
- Pejzaż z rzeką
- Spław zboża w Kazimierzu
- Zielony sweter, 1936
- Głowa, 1936
- Kobieta z kielichem wina, 1938
- Jesień, 1941
- Portret mężczyzny, 1944
- Portret p. Woźnikowej (żony dyrektora Teatru Polskiego), 1952
- Portret kobiety w kapeluszu, 1960
- Aleja parkowa/Plewiący, 1960 – praca dwustronna
- Widok z Paryża, 1968

### Rysunki
- Dziewczynka z zapałkami
- Warszawska dorożka
- Na placu Zamkowym
- Podwórko warszawskie
- Orkiestra z Chmielnej, 1971
- Partyjka

### Ilustracje oraz opracowania graficzne książek i czasopism
- „Tęcza”, zeszyt 20, 19 maja 1928 (okładka) – czasopismo, wyd. Księgarnia św. Wojciecha, Poznań
- „Tęcza”, zeszyt 28, 12 lipca 1930 (okładka) – czasopismo, wyd. Księgarnia św. Wojciecha, Poznań
- Lajkonik, aut. Zygmunt Nowakowski, wyd  Książnica Atlas – Lwów, 1938
- Szarusia, aut. Julia Duszyńska, wyd. Państwowe Wydawnictwo Książek Szkolnych we Lwowie, 1938
- Wóz wagantów, aut. Tadeusz Kraszewski, wyd. Wydawnictwo Poznańskie, 1968
- Trylogia
  - Związek Sprawiedliwych, aut. Ryszard Liskowacki, wyd. Wydawnictwo Poznańskie, 1971
  - Przygody ośmiu Sprawiedliwych, jw.
  - Wódz Sprawiedliwych, jw.

### Pisarstwo
- Buda na Powiślu, wyd. PIW, 1966, ISBN 83-06-00691-7
- Mój ojciec i jego czasy – Wspomnienia z lat 1867–1920, wyd. Biblioteka Zakładu Narodowego im. Ossolińskich
- Piórkiem o Warszawie, wyd. KAW, 1987